# Orchestre montois

L'Orchestre Montois est un orchestre français fondé à Mont-de-Marsan en 1850. Orchestre officiel de la ville de Mont-de-Marsan à l'origine, il est depuis 1993 une association à part entière.

## Historique
L'Orchestre Montois est fondé en 1850 sous la forme d'un orphéon. Il  prend officiellement le nom d'Orchestre Montois en 1987.
En effet, l'orchestre traversa la moitié du 20e siècle en changeant de nom. D'abord Union Montoise, dirigé par Monsieur Coppini, musicien du Régiment d'Artillerie de la Garde, ensuite Ensemble Symphonique auquel participe le célèbre pianiste Francis Planté, il devient ensuite l'orchestre des Amis réunis sous la baguette de Fernand Tassine, le créateur de la Cazérienne.
C'est alors qu'arrive la Première Guerre mondiale, qui décime les rangs de l'orchestre.
De 1920 à 1934, l'orchestre anime de nouveau le chef-lieu des Landes (Mont-de-Marsan) mais la Seconde Guerre mondiale éclate.
De la Libération à 1986, ce sont sept chefs qui vont se succéder à la tête de ce qui est devenu l'Harmonie des Amis de la Sainte Cécile.
Un an plus tard, la formation prend définitivement le nom d'Orchestre Montois avec un nouveau directeur musical : Michel Cloup. Le groupe prend une coloration nettement hispanique du fait du titre d'Orchestre officiel des Arènes du Plumaçon de Mont-de-Marsan qui, pour les fêtes de la Madeleine, anime les faenas des corridas.
Il participe aux Fallas de Valence jusqu'en 1996, aux férias de Bayonne, de Tudela, de Béziers, ou encore bien au festival de La Rochelle. Mais a aussi pu revêtir la veste du classicisme lors des fêtes impériales d'Eugénie les Bains ou du Salon de la Musique à Paris.
En tant qu'orchestre de la ville de Mont-de-Marsan, il participe aussi cérémonie patriotiques aux côtés de la BA118, mais a aussi été appelé en Corse pour le bicentenaire de la Légion d'Honneur en 2002.
Aussi, l'orchestre se produit très régulièrement au Pôle de Saint-Pierre-du-Mont lors de ses concerts annuels de Sainte Cécile et de printemps avec de nombreux invités comme le Quatuor Zahir ou encore la Musique des forces aériennes de Bordeaux, et depuis 2022, pour le Nouvel An avec là aussi des invités prestigieux comme l'ensemble Écho Bois. La formation joue aussi pour animer sa ville natale, comme à la fête des Jardins, le carnaval, les fêtes de la Madeleine, etc.
Enfin, l'Orchestre organise occasionnellement des grands concerts événements comme pour les 30 ans (du nom) de l'Orchestre Montois le 14 juillet 2017 avec le concert Duende Musical mêlant musique, peinture, tauromachie, danse et dressage.
Aujourd'hui et depuis 2019, l'Orchestre est dirigé par Pierre Barusseau, ancien directeur de l'harmonie d'Ambès et actuellement professeur de trompette à Lormont et de direction au Conservatoire des Landes,,.